# Росо (округ, Міннесота)
Шаблон:StateAbbr_ 48°46′ пн. ш. 95°48′ зх. д. / 48.77° пн. ш. 95.8° зх. д.
Округ Росо (англ. Roseau County) — округ (графство) у штаті Міннесота, США. Ідентифікатор округу 27135.

## Історія
Округ утворений 1894 року.

## Демографія
За даними перепису
2000 року
загальне населення округу становило 16338 осіб, зокрема міського населення було 2697, а сільського — 13641.
Серед мешканців округу чоловіків було 8367, а жінок — 7971. В окрузі було 6190 домогосподарств, 4439 родин, які мешкали в 7101 будинках.
Середній розмір родини становив 3,11.
Віковий розподіл населення поданий у таблиці:
| Стать    | До 15 років | 15-21 | 22-29 | 30-39 | 40-49 | 50-65 | 65-85 | Понад 85 |
| -------- | ----------- | ----- | ----- | ----- | ----- | ----- | ----- | -------- |
| Чоловіки | 2091        | 795   | 689   | 1385  | 1313  | 1168  | 817   | 109      |
| Жінки    | 1905        | 739   | 694   | 1219  | 1184  | 1101  | 883   | 246      |

## Суміжні округи
- Rural Municipality of Piney, Манітоба, Канада — північ
- Buffalo Point First Nation[en], Манітоба, Канада — північний схід
- Лейк-оф-те-Вудс — схід
- Белтремі — південний схід
- Маршалл — південь
- Кіттсон — захід
- Стюартберн, Манітоба, Канада — північний захід

## Виноски
1. ↑  US Decennial Census. US Census Bureau. Процитовано 24 жовтня 2014.
2. ↑  Historical Census Browser. University of Virginia Library. Архів оригіналу за 11 серпня 2012. Процитовано 24 жовтня 2014.
3. ↑  Population of Counties by Decennial Census: 1900 to 1990. US Census Bureau. Процитовано 24 жовтня 2014.
4. ↑  Census 2000 PHC-T-4. Ranking Tables for Counties: 1990 and 2000 (PDF). US Census Bureau. Процитовано 24 жовтня 2014.
5. ↑  State & County QuickFacts. Бюро перепису населення США. Архів оригіналу за 7 червня 2011. Процитовано 1 вересня 2013.(англ.) Наведено за англійською вікіпедією.
6. ↑  American FactFinder. Бюро перепису населення США. Архів оригіналу за 26 лютого 2012. Процитовано 31 січня 2008.

| США | Це незавершена стаття з географії США. Ви можете допомогти проєкту, виправивши або дописавши її. |